# Paul Burlin
Isadore Berlin connu sous le nom de Paul Burlin, né à New York le 10 septembre 1886 où il est mort le 13 mars 1969, est un peintre et graveur américain, un des représentants de l'expressionnisme abstrait.

## Biographie
Burlin épouse en 1917 Natalie Curtis, rencontrée en 1914. Le couple part vivre à Paris en 1920, mais Natalie y trouve la mort renversée par un taxi. Burlin va vivre dans la capitale française jusqu'en 1932.
Il expose au Salon des indépendants de 1928 la toile La Fille de la concierge.